# Per farti tornare
Per farti tornare è un singolo del cantautore italiano Francesco Renga, pubblicato il 14 gennaio 2011 dall'etichetta discografica Universal.
È stato estratto come secondo singolo dell'album Un giorno bellissimo ed è stato accompagnato da un video musicale, uscito nel marzo 2011. La produzione del video è stata affidata a Marco e Gianluca Bertogna. 
Formazione band: Chitarrista: Davide Chiossi, Batterista: Daniele Formica, bassista e chitarrista
Regia di Edoardo Leo

## Tracce
1. Per farti tornare a casa